# Cibermetría
La cibermetría es definida por Ali Ashgar Shiri en 1998 como medición, estudio y análisis de toda clase de información y medios de información que existen en el ciberespacio y que emplean técnicas bibliométricas, cienciométricas e infométricas.
La cibermetría es un subcampo dentro de las ciencias de la información y dentro de la informetría y el protagonismo va a ser la información que circula por la red, es decir, lo cuantificado va a ser información electrónica.
Analiza, entre muchos otros factores, la presencia de un país en la red, las bases de datos que aparecen en la red y las herramientas de internet, como sitios web, servidores de correo electrónico, foros de debate, sitios de información bibliométrica, etcétera